# نيكول فايديسوفا
نيكول فايديسوفا (بالتشيكية: Nicole Vaidišová)‏ (مواليد 23 أبريل 1989 في نورنبرغ)، هي لاعبة كرة مضرب تشيكية سابقة بدأت مسيرتها كمحترفة سنة 2003 وكانت تلعب باليد اليمنى، اعتزلت اللعب في 2016. أعلى تصنيف لها في الفردي كان المركز الـ 7 في سنة 2007. أعلى تصنيف لها في الزوجي كان 128. سبق أن شاركت في دورة الألعاب الأولمبية الصيفية.

## روابط خارجية
- نيكول فايديسوفا على موقع رابطة محترفات التنس (الإنجليزية)
- نيكول فايديسوفا على موقع الاتحاد الدولي لكرة المضرب (الإنجليزية)
- نيكول فايديسوفا على موقع كأس بيلي جين كينغ (الإنجليزية)
- نيكول فايديسوفا على موقع خلاصة التنس.كوم (الإنجليزية)
- نيكول فايديسوفا على موقع إي إس بي إن.كوم (الإنجليزية)
- نيكول فايديسوفا على موقع أوليمبيديا (الإنجليزية)
- نيكول فايديسوفا على موقع اللجنة الأولمبية التشيكية (التشيكية)

## روابط إضافية
- Nicole Vaidisova على موقع رابطة محترفات كرة المضرب
- Nicole Vaidisova Fansite